# Samson et Dalila
Samson et Dalila ("Sansão e Dalila" em francês) é uma ópera em três atos do compositor francês Camille Saint-Saëns com libreto de Ferdinand Lemaire, baseado nos capítulos 13 a 16 do Livro dos Juízes da Bíblia. Este tema bíblico e as escolhas dramatúrgicas e formais de Saint-Saëns colocam Samson e Dalila a meio caminho entre a ópera e o oratório. Estreou a 2 de dezembro de 1877 no Hoftheater de Weimar, na Alemanha.

## Personagens
| Sansão (guerreiro-chefe dos hebreus)                                                                | tenor         |
| Dalila (sacerdotisa dos filisteus)                                                                  | mezzo-soprano |
| Sumo Sacerdote de Dagom (O Sumo Sacerdote de Dagom, deus dos filisteus)                             | barítono      |
| Abimeleque (O sátrapa de Gaza, que condena os hebreus por se negarem a aceitar Dagom como seu deus) | baixo         |

A história passa-se na Palestina nos tempos bíblicos.

## Sinopse
É a história de um homem que foi forte o suficiente para derrotar os inimigos de Israel, os filisteus, mas não o suficiente para resistir à malícia de uma mulher.

### Acto I
A história passa-se na Palestina entre os anos 1050 a.C. e 1000 a.C..
Uma praça pública em Gaza, junto à entrada do templo de Dagom.
Uma multidão de hebreus, homens e mulheres, choram a sua derrota diante dos filisteus, e invocam a piedade do Deus de Israel. Entre eles está Sansão, que assume a liderança e os exorta a não perderem a fé nem a esperança. A princípio, a multidão parece desanimada e descrente, mas pouco a pouco Sansão consegue reacender neles a chama do fervor e da coragem. Chega Abimelec, que insulta com grande insolência o povo hebreu e o seu Deus: "Não vedes que o vosso Deus permanece surdo aos vossos gritos? Ele que mostre o seu poder, e venha quebrar as vossas correias e dar-vos a liberdade! O vosso Deus treme diante de Dagon, o maior dos deuses!" Os hebreus cantam um hino de desafio: Israël romps ta chaîne! O peuple, lève-toi! Abimelec precipita-se sobre Sansão com a espada na mão para feri-lo; Sansão, lança-o ao chão e, pegando da espada, mata Abimelec ali mesmo. Reina grande confusão, e os hebreus fogem seguindo Sansão. O Sumo Sacerdote de Dagom sai do templo, acompanhado de guardas e soldados, e depara-se com o cadáver de Abimelec. O sacerdote incita-os a vingarem aquela morte e a exterminarem da face da terra os filhos de Israel, mas os filisteus são tomados pelo terror. Soldados filisteus carregam o corpo de Abimelec. Um mensageiro palestino traz a notícia de que os israelitas, liderados por Sansão, causam a devastação, o terror e a morte entre os filisteus. Alguns velhos hebreus reunidos na praça cantam um hino de louvor ao Deus de Israel. Sansão reaparece, acompanhado de alguns hebreus. As portas do templo de Dagon abrem-se e surge Dalila acompanhada de lindas jovens palestinas que levam nas mãos buquês de flores e, com suaves cânticos, saúdam a chegada da primavera. Dalila começa a empregar as suas armas de sedução, dirigindo-se a Sansão: Je viens célébrer la victoire, eu venho celebrar a vitória daquele que reina no meu coração. O acto termina com Dalila cantando uma ária com tal poder de sedução que é muito difícil pôr a culpa em Sansão - quem não se deixaria seduzir? - Printemps qui commence. A ária é plena de um lânguido sensualismo oriental, de forma que, ao terminar de ouvi-la, estamos totalmente embriagados.

### Acto II
O vale de Sorec, na Palestina
Vê-se à esquerda a habitação de Dalila, com um ligeiro pórtico coberto de verdejantes folhagens e plantas orientais. Sentada sobre uma rocha, deslumbrantemente vestida, Dalila parece pensativa. A orquestra toca uma música sensual, sugerindo odaliscas dançando nuas. Dalila preocupa-se: será que Sansão virá? Será que eu vou poder seduzi-lo? Amour, viens aider ma faiblesse. O Sumo Sacerdote chega para conversar com Dalila. Eles cantam um longo dueto, exprimindo suas preocupações e ansiedades. Ambos estão interessados na destruição de Sansão. O sacerdote oferece a Dalila dinheiro para que ela descubra o segredo da força de Sansão. Ela diz-lhe que não se preocupe: o seu desejo de vingança já é mais que suficiente. O dueto termina num reverberante pacto de vingança: Unissons-nous tous deux! Mort au chef des hébreux! O sacerdote afasta-se para não ser surpreendido por Sansão que já vem a chegar. Dalila cobre-o de carícias numa ária de resplandecente beleza, Mon coeur s'ouvre à ta voix. Na conversa com Sansão, porém, ela insiste sempre: "Tu não me amas de verdade, Sansão, porque se tu me amasses, tu me revelarias o segredo da tua força." Quando Sansão nasceu, os seus pais fizeram uma promessa ao Deus de Israel: Sansão seria consagrado a Deus e o seu cabelo jamais seria cortado. Sansão não pode revelar este segredo a ninguém. O que começou num terno diálogo de amor termina num discussão violenta: Dalila pede a Sansão que saia da sua presença e não volte mais. Sansão hesita. Voltando-se para Dalila, ele acaba lhe revelando o segredo fatal. Os dois entram na casa. A tempestade, o trovão e o relâmpago açoitam com fúria aquela casa. Assim que Sansão adormece, Dalila abre a janela e acena para uns soldados filisteus que se escondiam na moita. Sansão grita: Trahison!

### Acto III

#### Cena 1
Uma prisão em Gaza
Cortaram os cabelos de Sansão, cegaram-no e acorrentaram-no. Vemo-lo atado a uma manivela que move a pedra de um moinho. Ouve-se uma música triste, fúnebre, pesada e angustiada. Vois ma misère, hélas! Vois ma détresse! geme Sansão. Lá fora, ouve-se o coro dos hebreus escravizados, que o recriminam sem parar. Na verdade, é a própria consciência de Sansão que o atormenta.

#### Cena 2
Interior do templo de Dagon
No interior do templo, vê-se uma estátua do deus, semelhante a um peixe, e a mesa dos sacrifícios. No meio do santuário, duas colunas de mármore parecem sustentar todo o edifício. Vemos o Sumo Sacerdote de Dagon circundado de príncipes filisteus e Dalila junto com jovens palestinas coroadas de flores e com taças na mão. O templo está cheio de gente. Cantam um hino em homenagem a Dagon e depois ouve-se o Bacanal, uma peça orquestral muito excitante, um ballet em homenagem ao deus dos filisteus. Sansão entra, conduzido por um rapazinho. A humilhação de Sansão é o ponto alto do espectáculo; Dalila e o Sumo Sacerdote gozam com ele. O sacerdote ordena ao rapazinho que conduza Sansão para o centro do templo, para que todos possa vê-lo. Apoiando-se nas colunas do templo, Sansão faz uma prece ao Deus de Israel: "Permite-me, Senhor, vingar meus olhos aos filisteus!" Jeová ouve-lhe a prece, e restitui-lhe a força no último momento da sua vida. O templo desaba, matando Sansão, Dalila, e mais filisteus do que Sansão matou em toda a sua vida.

## Discografia
- Sansão - Richard Cassily
- Dalila - Shirley Verrett
- Sumo Sacerdote de Dagão - Robert Massard
- Abimeleque - Giovanni Foiani
- Coro e Orquestra do Teatro alla Scala de Milão, maestro: Georges Prêtre; Gravação feita ao vivo no Teatro alla Scala de Milão em 1970
- Sansão - Plácido Domingo
- Dalila - Elena Obraztsova
- Sumo Sacerdote de Dagão - Renato Bruson
- Abimeleque - Pierre Thau
- Coro e Orquestra de Paris, maestro: Daniel Barenboim; Gravação feita no Teatro Antique National d'Orange em 1978